# Linda Malnati
Linda Malnati (Milão, 19 de agosto de 1855 – Blevio, 22 de outubro de 1921) foi uma ativista pelos direitos da mulher, sindicalista, sufragista, pacifista e educadora italiana. Ela é lembrada pelos seus esforços em melhorar as condições de trabalho dos professores da década de 1890, pelas suas contribuições para revistas pedindo a melhoria das condições de trabalho para mulheres e, nos anos 1900, pelo apoio ao sufrágio feminino. Ela foi membro ativo de várias organizações femininas.

## Início de vida e educação
Nascida em 19 de agosto de 1855 em Milão, Linda Malnati era filha de Carolina e Giacomo Pedrioli. Educada no ambiente democrático da cidade, ela adquiriu um interesse pela justiça social e emancipação feminina, fortemente influenciada pelas feministas Laura Solera Mantegazza, Alessandrina Massini Ravizza e Anna Maria Mozzoni.

## Carreira
Seu primeiro artigo foi publicado no jornal republicano Libertà e associazione foi Alle donne e specialmente alle donne italiane. Em 1875 ela foi contratada pelo Município de Milão como professora primária para as séries iniciais e, em 1888, para as séries superiores. Malnati se dedicava ao ensino, acreditando que a educação e a emancipação estavam por trás da regeneração da sociedade, levando ao desenvolvimento democrático. Ela também se comprometeu a melhoras as condições de vida e trabalho dos professores, incluindo salários iguais para homens e mulheres, um assunto sobre o qual ela escreveu em diversos periódicos e jornais.
Com o objetivo de incentivar as mulheres trabalhadoras a se organizarem, ao lado de Anna Kuliscioff e Carlotta Clerici, em 1890 ela fundou uma seção feminina na Camera del lavoro de Milão, formando uma espécie de sindicato. Em 1893 ela fundou uma seção para os professores primários, ao mesmo tempo em que revitalizava e presidia a Lega per la tutela degli interessi femminili (Liga para a Proteção dos Interesses Femininos), qua havia sido criada por Anna Maria Mozzoni em 1881. No final da década de 1890, ela participou de várias manifestações operárias, especialmente as ocorridas em maio de 1898.
Escrevendo no periódico Vita femminile (Vida Feminina), ela comentava sobre a relação entre o socialismo e feminismo, apelando às mulheres para unir a luta de classes com a luta de gênero. Entre as organizações femininas em que atuou, em 1903 ela estabeleceu um Comitato per il risveglio dell'attività femminile (Comitê pelo Despertar da Atividade Feminina) sob a Associação de Professores de Milão. Isto fez com que um número de professores homens formassem sua própria sociedade masculina. Malnati também promoveu a educação pré-escolar e apoiou a Universidade Popular de Milão como membro do comitê diretor.
Em contraste com os dogmas do partido socialista, Malnati considerava o sufrágio feminino a chave para o desenvolvimento e emancipação feminina. Após Roberto Mirabelli ter levantado a questão do sufrágio universal nas discussões parlamentares de 1904 Malfati, ao lado de Mozzoni, estabeleceu o Comitato milanese Pro Suffragio (Comitê Milanês pelo Sufrágio) em 1906, bem como um comitê de coordenação nacional. Na Convenção de Milão, organizada por católicos em abril de 1907, ela reforçou a importância do sufrágio feminino. No ano seguinte, no Congresso Nacional de Mulheres Italianas, ela chegou a apresentar uma moção para proibir o ensino religioso em escolas primárias, o substituindo por aulas comparativas de religião. Depois que a moção foi aprovada, os católicos interromperam sua colaboração com associações femininas seculares e criaram sua própria organização de mulheres.
Em 1914, ao lado de Carlotta Clerici, Malnati propôs a fundação de uma liga pela neutralidade. Durante a Primeira Guerra Mundial, ela ajudou no trabalho de assistência civil e cuidou de refugiados. De 1914 a 1920, ela comandou o orfanato Le Stelline, com o qual já era associada. Em 1917 Malnati assumiu mais uma vez a causa da paz, promovendo o envolvimento internacional.

## Morte
Sofrendo com uma doença séria, Linda Malnati aposentou-se em Blevio, na costa leste do Lago de Como, onde faleceu em 22 de outubro de 1921.